# Kapská květenná říše
Kapská květenná říše neboli Capensis je jedna z šesti oblastí, do nichž je podle fytogeografie rozdělena světová pevnina. Nachází se v jihozápadní části Jihoafrické republiky (provincie Západní Kapsko, Východní Kapsko a částečně KwaZulu-Natal) a s rozlohou okolo 90 000 km² je ze všech květenných říší výrazně nejmenší; díky subtropickému podnebí ovlivňovanému studeným Benguelským proudem a izolované poloze za hřebeny Kapských hor se však vyznačuje mimořádně rozmanitou florou. Vyskytuje se zde asi 9000 druhů rostlin (nejvíce jsou zastoupeny hvězdnicovité), z toho je 69 % endemických. Typickými společenstvy jsou sklerofylní křoviny zvané fynbos, v nichž dominují proteovité, lanovcovité a vřesovcovité, a renosterveld porostlý keřem Dicerothamnus rhinocerotis. 
Oblast sahá od Kapského města podél pobřeží na východ až zhruba po Gqeberhu (dříve Port Elizabeth), na sever pak po ústí řeky Olifants. Od suchého vnitrozemí ji odděluje horský pás. Kapsko má subtropické klima podobné středomořskému (takových oblastí je na světě jen pět) a podstatně ho ovlivňuje studený Benguelský mořský proud, který ochlazuje a vysušuje jihozápadní pobřežní oblasti Afriky. 
Kapská květenná říše je tvořena jedinou provincií. Je řazena mezi hotspoty biologické diverzity. 

## Ochrana

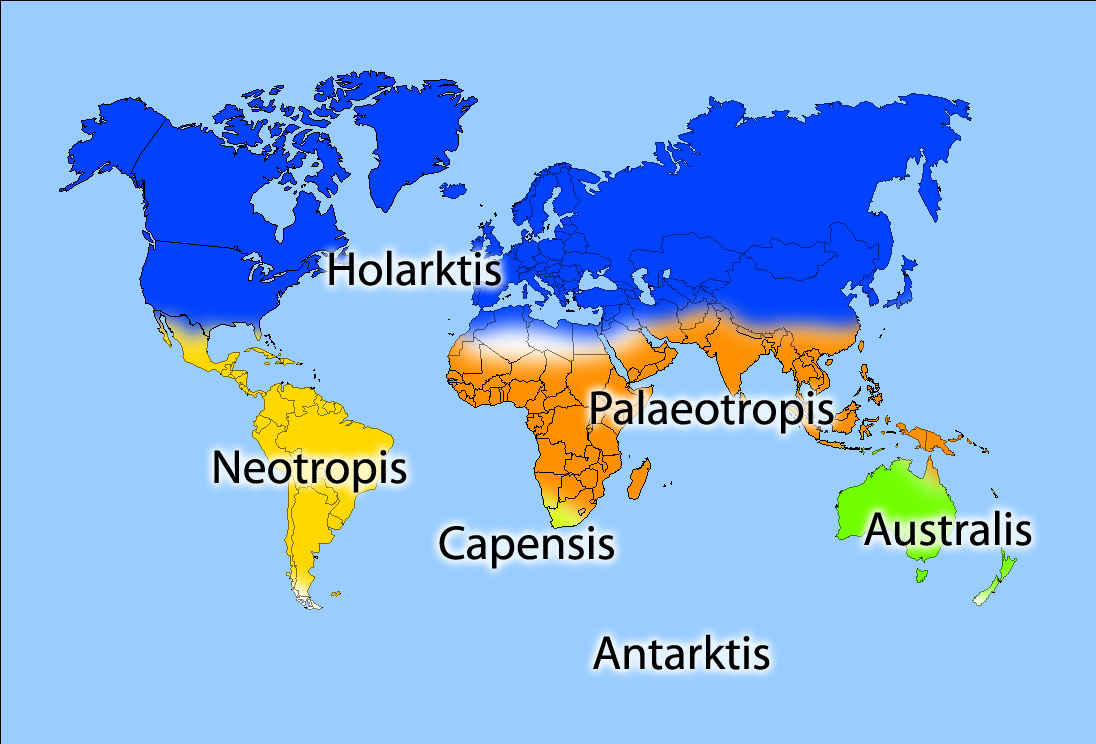
Mapa

V roce 2004 byla na seznam světového dědictví UNESCO zapsána skupina osmi chráněných území pod společnou položkou „Chráněná území kapské květenné říše“. V roce 2015 došlo k rozšíření ochrany UNESCO na dalších sedmi území. Kritéria pro zápis byla: IX (je skvělou ukázkou probíhajících ekologických a biologických procesů v rámci evoluce a vývoje pozemních, sladkovodních, pobřežních či mořských ekosystémů a společenstev rostlin a živočichů) a X (obsahuje nejdůležitější a nejvýznamnější přírodní biotopy klíčové pro zachování místní biologické rozmanitosti, včetně takových biotopů, kde se nachází ohrožené druhy rostlin a živočichů výjimečné světové hodnoty z hlediska vědy a ochrany přírody). Hlavním předmětem ochrany je unikátní flora, z fauny zde žijící lze jmenovat např. druhy: pavián čakma, medojed kapský, vydra africká, hrabáč kapský, vrápenec jihoafrický, jeřáb rajský, kormorán jihoafrický, strdimil zlatoprsý, skalňáček kapský, zvonohlík žlutohnědý, zvonohlík kapský, jižanka půvabná, ropucha Roseova, kruhochvost štítnatý a další.
Pod ochranu UNESCO spadají: 
| Název lokality                   | Rozloha             | Rozloha            |
| Název lokality                   | Chráněné území (ha) | Ochranná zóna (ha) |
| -------------------------------- | ------------------- | ------------------ |
| Cederberg Complex                | 77 945              | 121 039            |
| Groot Winterhoek Wilderness Area | 27 509              | 103 541            |
| Boland Mountain Complex          | 124 717             | 79 418             |
| De Hoop Nature Reserve           | 32 481              | 31 806             |
| Swartberg Complex                | 187 337             | 92 295             |
| Baviaanskloof Complex            | 249 399             | 808                |
| Table Mountain National Park     | 21 630              | 101 400            |
| Hexriver Complex                 | 22 641              | 88 248             |
| Riviersonderend Nature Reserve   | 26 630              | 42 626             |
| Aguls Complex                    | 24 159              | 0                  |
| Langeberg Complex                | 43 660              | 7 6420             |
| Garden Route Complex             | 176 998             | 60 906             |
| Anysberg Nature Reserve          | 79 629              | 0                  |
| CELKEM                           | 1 094 735           | 798 507            |

Souhrnná plocha těchto území je 10 947 km², což představuje přibližně 12% z rozlohy celého biomu. Část kapské květenné říše je chráněna i jako biosférické rezervace Kogelberg, Cape West Coast, Cape Winelands, Gouritz Cluster a Garden Route. V řadě případů se biosférické rezervace a lokality světového dědictví přes sebe územně překrývají.

## Galerie

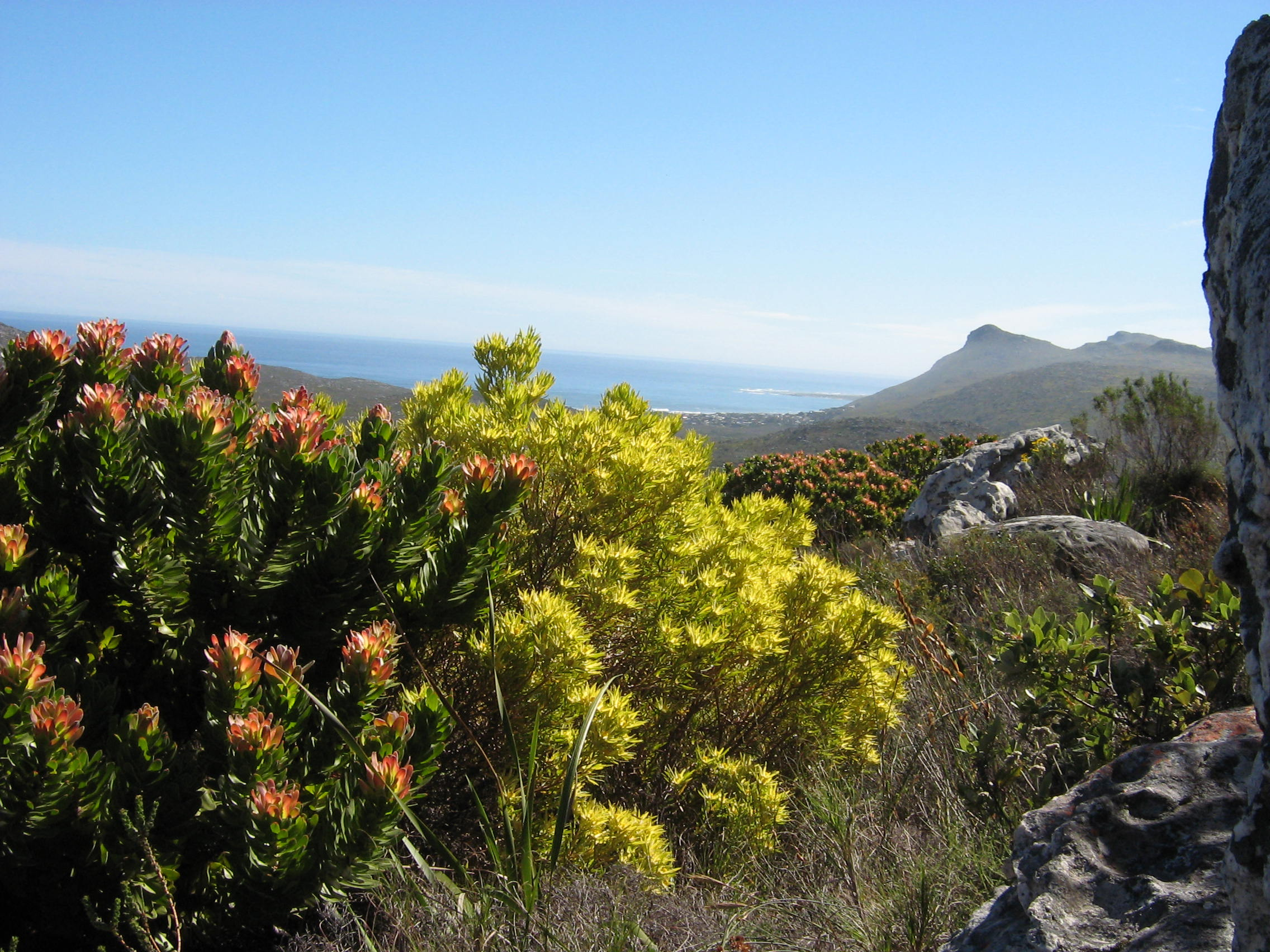
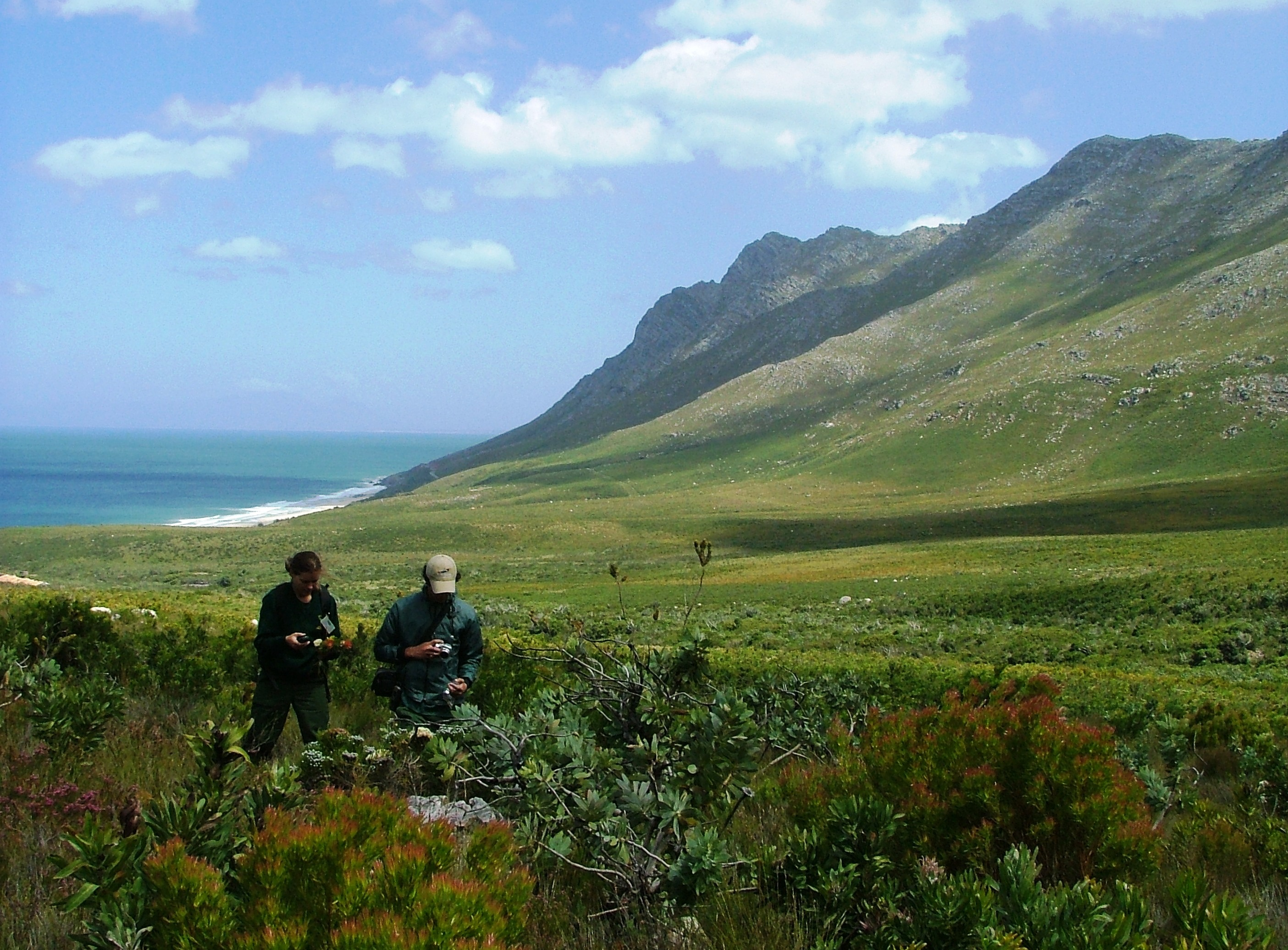
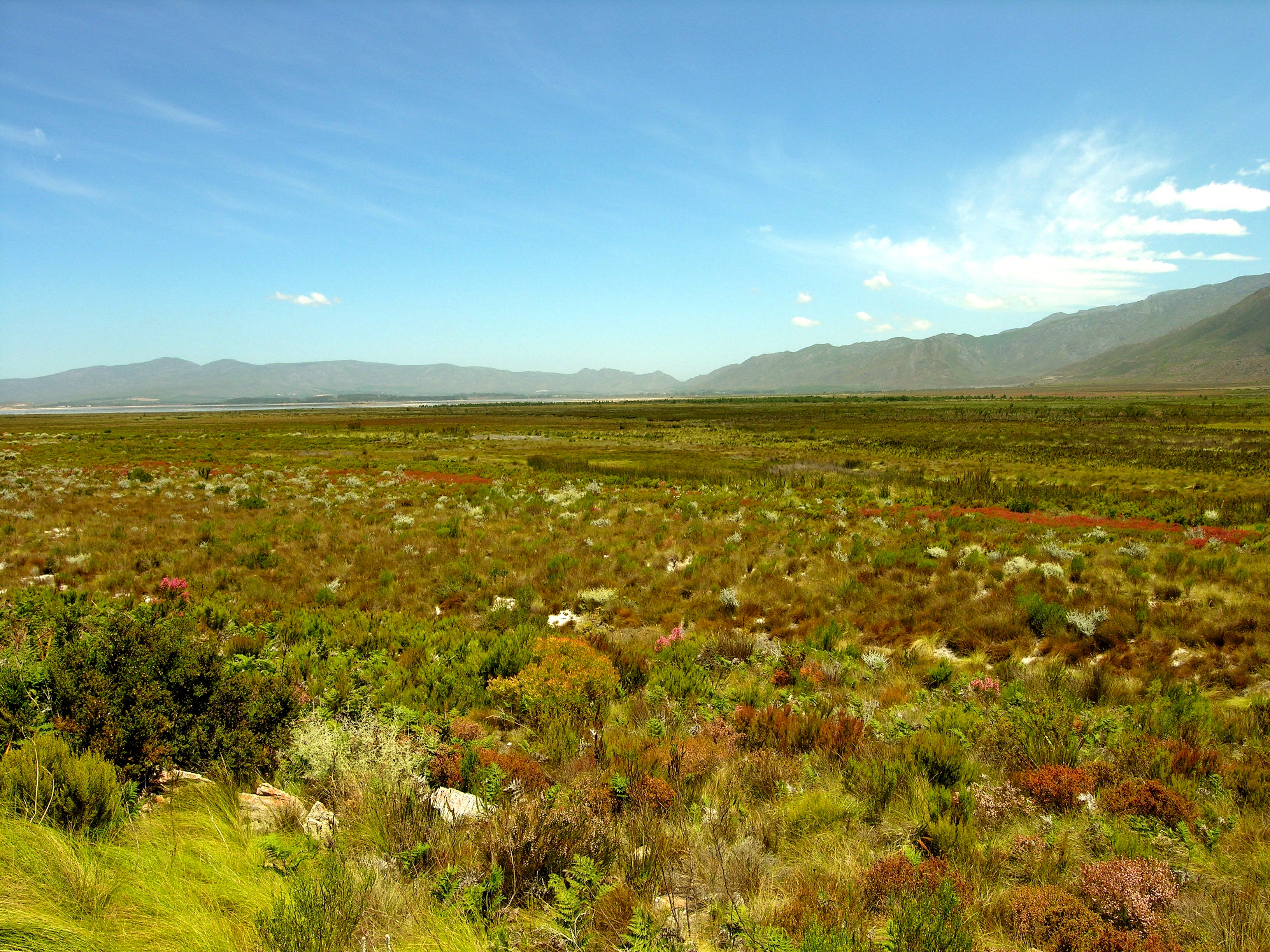
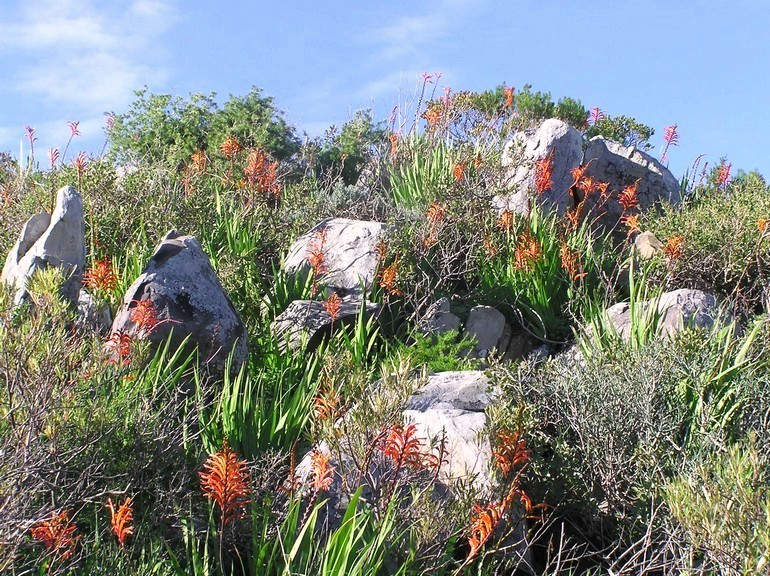